# اوربیت (آدامس)

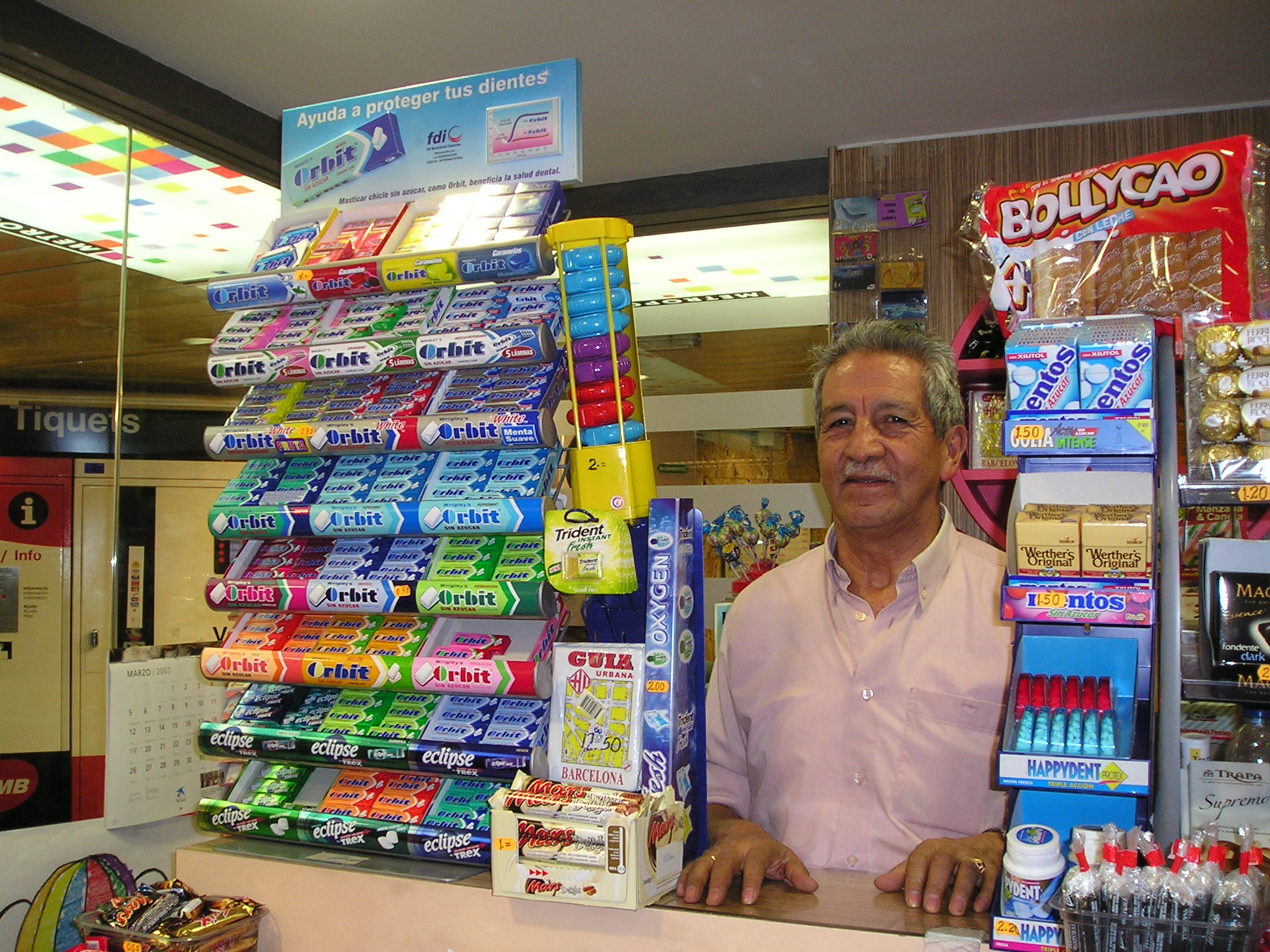
آدامس اوربیت برای فروش در غرفه‌ای در بارسلون، اسپانیا (مارس ۲۰۰۷).

اوربیت (انگلیسی: Orbit) یک برند آدامس بدون قند از شرکت ریگلی است که در ایالات متحده از سال ۲۰۰۱ به صورت مجدد در جعبه‌های مقوایی با ۱۴ قطعه در هر بسته عرضه می‌شود. در انگلستان، که از سال ۱۸۹۹ عرضه می‌شود ابتدا به عنوان یک آدامس سنتی نواری دراز فروخته می‌شد که بعداً با همان ابعاد ایالات متحده آمریکا، جایگزین شد.
اوربیت در ابتدا در سال ۱۸۹۹ به بازار عرضه شد. در سال ۱۹۴۴ در ایالات متحده به عنوان یک نام تجاری جایگزین توسط شرکت ریگلی به دلیل سهمیه‌بندی مواد سازنده آدامس در جنگ جهانی دوم راه اندازی شد. این نام تجاری پس از پایان جنگ، زمانی که سه برند آدامس معتبر شرکت ریگلی، یعنی برندهای جوسی فروت، ریگلیز اسپیرمینت و دابل‌مینت به بازار ایالات متحده بازگشتند. متوقف شد.
این آدامس ۳۰ سال بعد در سال ۱۹۷۶، زمانی که در آلمان، سوئیس و هلند معرفی شد، دوباره مورد عرضه قرار گرفت. این اولین بار بود که یک آدامس بدون قند تحت نام ریگلی به بازار عرضه می‌شد. این برند بعداً در کشورهای دیگر از جمله کانادا، استرالیا، انگلستان، نروژ، لهستان، اسرائیل و صربستان معرفی شد.
اوربیت در اواخر دهه ۱۹۷۰ به قفسهٔ فروشگاه‌های آمریکایی بازگشت، اما در دهه ۱۹۸۰ به دلیل سوء ظن به اینکه شیرین کننده‌های به کار رفته در آدامس، ممکن است باعث سرطان شود، از قفسه‌ها خارج شد. این آدامس مجدداً در سال ۲۰۰۱ در ایالات متحده عرضه شد.
آدامس اوربیت اکنون در بریتانیا با نام ریگلی اکسترا (Wrigleys Extra) به فروش می‌رسد.

## تبلیغات
کمپین تبلیغاتی ایالات متحده برای اوربیت، بر روی شخصیتی به نام دختر اوربیت (Orbit Girl) متمرکز بود. این شخصیت، یک زن با لهجهٔ بریتانیایی بود که همیشه در موقعیت‌های «کثیف» و ناخوشایند، با لباس‌هایی تماماً سفید به همراه شال آبی و لبخند ظاهر می‌شد. ونسا برنچ از سال ۲۰۰۱ تا ۲۰۱۰ و فریس پاتون از سال ۲۰۱۰ تا ۲۰۱۴ نقش دختر اوربیت را بازی کردند
در سال ۲۰۱۴، اوربیت به سمت یک رویکرد جهانی تر برای بازاریابی حرکت کرد و دختر اوربیت را با تبلیغاتی جدید با استفاده از سارا سیلورمن برای شروع کمپین جدید خود به نام: «بخورید، بنوشید، اوربیت بجوید» برای تأکید بر فواید جویدن آدامس پس از خوردن و آشامیدن، آغاز کرد
در سال ۲۰۱۵ در بریتانیا، ایرلند، استرالیا، نیوزیلند، آفریقای جنوبی و کانادا، نام اوربیت با اکسترا (Extra) جایگزین شد، بدون اینکه در سایر ویژگی‌ها همچون اندازه و تعداد آدامس، تغییری ایجاد شود. در سال ۲۰۱۹ جایگزینی در آلمان نیز اعمال شد.

## محصولات

### اوربیت
- نعنا فلفلی (Peppermint)
- نعنا دشتی (Spearmint)
- اکالیپتوس (Eucalyptus)
- نعنا (Mint)
- نعناع بادکنکی (Bubblemint)
- نعناع زمستانی (Wintermint)
- زمستان تازه (Winterfresh)
- نعناع شیرین (Sweetmint)
- نعنا منجمد (Freeze Mint)
- نعنا مرکبات (Citrusmint)
- ریمیکس سیب (Apple Remix)
- ریمیکس میوه‌های گرمسیری (Tropical Remix)
- ریمیکس توت فرنگی (Strawberry Remix)
- ریمیکس وایلدبری (Wildberry Remix)
- نعنا فلفلی دابل‌پک (Peppermint DoublePak)
- نعنا دشتی دابل‌پک (Spearmint DoublePak)
- ریمیکس مرکبات (Citrus Remix)
- ریمیکس ملون (Melon Remix)
- نعنا کریستال (Crystal Mint)
- لیمو لایم (Lemon Lime)
- موهیتو نعناع (Mint Mojito)
- نعنا ملون مائویی (Maui Melon Mint)
- انار مثبت (Positively Pomegranate)
- نعنا تمشک (Raspberry Mint)
- فروتینی افسانه ای (Fabulous Fruitini)
- سانگریا فرسکا (توقف تولید) (Sangria Fresca)
- نعنا توت فرنگی (Strawberry Mint)
- ملون لایم (Lime Melon)
- پینیا کولادا (Piña Colada)
- هل پرتقال (Orange Cardamom)
- میوه مخلوط (Mixed Fruit)
- کوکا کولا (Coca Cola)
- زغال‌اخته آبی (Blueberry)

### اوربیت وایت
اوربیت وایت (انگلیسی: Orbit White) در سال ۲۰۰۲ به عنوان آدامس گرد بدون قند و تحت نام تجاری آدامس اوربیت، بسته‌بندی شده در بسته‌بندی حبابی ۲۰ عددی، برای رقابت با آدامس تریدنت وایت شرکت کدبری (که در سال ۲۰۰۱ به بازار عرضه شده بود) عرضه شد.
- نعناع بادکنکی (Bubblemint)
- نعنا (Mint)
- نعنا فلفلی (Peppermint)
- نعنا دشتی (Spearmint)
- نعناع زمستانی (Wintermint)

### اوربیت برای کودکان
- آدامس بادکنکی (Bubblegum)
- توت فرنگی و موز (Strawberry and Banana)
- انگور (Grapes) (در فروشگاه‌ها پیدا کردن آن سخت یا غیرممکن است، فقط می‌توان با اطمینان از اینترنت خرید کرد)

اکسل میست (انگلیسی: Excel Mist) در کانادا دارای «ریز ترکیدن» بود که تراشه‌های خال خالی کوچکی هستند که با طعمی متضاد با بقیه بافت آدامس پر شده‌اند. همان‌طور که روی جعبه ادعا شده است، «ریز ترکیدن» برای ایجاد «احساس آبرسانی» ایجاد شده بود. اوربیت خط فرعی اوربیت میست را در سال ۲۰۱۳ متوقف کرد.
- اسپری نعنا فلفلی (Peppermint Spray)
- بهار هندوانه (Watermelon Spring)
- چرخش انبه (Mango Surf)

1. ↑  Wrigley press release, wrigley.com. Retrieved 2006-06-15.
2. ↑  Wrigley press release, wrigley.co.uk. Article retrieved 2006-06-15.
3. ↑  Evan, Suzy. "Farris Patton Is Living Her Dream as the Orbit Girl". Backstage. Retrieved 21 September 2011.
4. ↑  Lazare, Lewis. "Fabulous!?: Sarah Silverman pushes out Orbit Girl in new ad campaign". Chicago Business Journal. BBDO.
5. ↑  "betterretailing.com: Orbit gum will be rebranded as Extra from January". Archived from the original on 2018-03-09. Retrieved 2015-03-12.
6. ↑  "Orbit wird zu Extra from Orbit | Catering Management" (به آلمانی). 2019-04-11. Retrieved 2020-01-24.
7. ↑  "Category Wars: Wrigley Returns To Orbit In Whitening Showdown" by Mike Beirne, Brandweek, 5/17/2004, Vol. 45 Issue 20, p11.